# Spomen-park Dudik
Spomen-park „Dudik“ je ledina zasađena dudovima još od ranijih vremena (po kojima park nosi ime) na oko pet kilometara od centra Vukovara u naselju Mitnica.

## Ratni zločin
Tijekom Drugoga svjetskog rata, od 1942. do 1943. godine, u Dudiku su pripadnici Župske redarstvene oblasti Nezavisne Države Hrvatske (Velika župa Vuka) ubili pripadnike Narodnooslobodilačkog pokreta Jugoslavije, suradnike i civile uhićene u znak odmazde zbog akcija partizanskog pokreta na Fruškoj gori. Uhićenja su vršena na području Srijema (Zemun, Batajnica, Nova Pazova, Stara Pazova, Ruma, Irig, Petrovaradin, Srijemska Mitrovica, Srijemska Rača, Kuzmin, Laćarak, Erdevik, Ilok, Vukovar, Bobota i u drugim mjestima). Specijalnim željezničkim kompozicijama transportirani su u Vukovar, gdje je u skladištu grofovije Eltz, blizu vukovarske željezničke stanice formiran logor. U logoru su zarobljenici podvrgavani mučenju. Nakon kratkog sudskog postupka, na kojem uhićenici nisu imali pravo na adekvatnu obranu, osuđivani su na smrt i u večernjim satima kamionima tvornice „Bata“ odvoženi na Dudik. Na Dudiku su bili primoravani osloboditi se odjeće i osobnih stvari, u skupinama su dovođeni do iskopanih raka, nakon čega su strijeljani. Na Dudiku je strijeljano ukupno 455 žrtava (većinom civili), od čega 384 iz Srbije, 71 iz Hrvatske i 2 iz Bosne i Hercegovine.

## Izgradnja spomen-parka
Nakon Drugoga svjetskog rata, Komisija za utvrđivanje ratnih zločina, od 25. travnja do 3. svibnja 1945. godine izvršila je prekapanje grobova i posmrtni ostaci 384 ubijenih pokopani su u Kosturnicu sa spomenikom žrtava Dudika, palih boraca Pete vojvođanske udarne brigade i boraca Crvene armije u neposrednoj blizini centra Vukovara. U Spomen-parku „Dudik“ izgrađen je memorijalni kompleks. Spomenički kompleks, rad beogradskog arhitekta Bogdana Bogdanovića, čine kameni cvjetovi i buktinje: pet stiliziranih vitkih stožaca okruženih s više desetina kamenih cvjetova. Na kamenim cvjetovima nalaze se epitafi: Putniče, koji si u budućnost krenuo, zastani i na ovom izvorištu napij se bistrinom vode, ljepotom slobode, ljubavlju onih koji za nju dadoše živote, Oj dudovi, vi dudovi stari, da li vaša duša krvari za onima koji su tu pali i slobodu krvlju zasijali, nisu oni samo tiha trava, već zvjezdani trag nezaborava...

## Devastiranje i obnova
Na samom početku Domovinskog rata, memorijalni kompleks je u potpunosti devastiran: sve ploče i eksponati su uništene, stošci su probijeni, kameni cvjetovi polegli, a više od polovice dudova posječeno.
Iako je od 1973. godine spomen-park proglašen spomenikom kulture, danas se na njegovom mjestu (nedaleko od spomenika) nalazi nogometno igralište HNK Mitnica Vukovar, odnosno sportsko-rekreativni centar "Mitnica".
Početkom 2015. godine započela je obnova spomenika, a dovršena je sredinom 2016. godine. 

## Vanjske poveznice
- Srpska zajednica i antifašisti traže obnovu Dudika  Arhivirana inačica izvorne stranice od 23. kolovoza 2010. (Wayback Machine), 31. srpnja 2009.
- Za obnovu spomen-parka Dudik u Vukovaru  Arhivirana inačica izvorne stranice od 2. prosinca 2013. (Wayback Machine), 1. srpnja 2013.
- (srp.) Izvor #66: Dudik u Vukovaru, stratište pod dudovima 1/3[neaktivna poveznica]
- (srp.) Izvor #68: Dudik u Vukovaru, stratište pod dudovima 3/3[neaktivna poveznica]
- Facebook stranica "Memorijalni park DUDIK - Vukovar"